# هاري بينيت
هاري بينيت (بالإنجليزية: Harry Bennett)‏ (22 يونيو 1859 في أستراليا - 4 أكتوبر 1898 في أستراليا) هو لاعب كريكت أسترالي. لعب مع فريق غرب أستراليا للكريكت ‏.

## وصلات خارجية
- هاري بينيت على موقع إي آس بي آن كريك إنفو (الإنجليزية)